# Jean Couty
Pour les articles homonymes, voir Couty.
 (mai 2025).
Jean Couty, né le 12 mars 1907 à Saint-Rambert-l'Île-Barbe et mort le 14 mai 1991 dans le 1er arrondissement de Lyon, est un peintre français.

## Biographie

### Jeunesse
Jean Couty nait le 12 mars 1907. Ses parents sont originaires de la Creuse. Ses ancêtres sont paysans et maçons.
En 1918, il réalise ses premiers dessins au crayon représentant des bateaux et des pêcheurs. En 1920, c'est la création à Lyon du groupe Les Ziniars, autour des critiques d'art Marius Mermillon et George Besson. En 1922, à 15 ans, il rencontre l'architecte Tony Garnier qui lui conseille de suivre les cours de l'école des Beaux-Arts de Lyon. C'est en 1925 qu'il entre dans la classe d'architecture de Sainte-Marie Perrin. Il obtient le premier prix d'archéologie sous la direction d'Henri Focillon. Création par les Ziniars, du Salon du Sud-Est, Palais des Expositions, quai de Bondy, Lyon 5e.
Par la suite, en 1926, Jean Couty entre à l'atelier de Tony Garnier, qui lui conseillera plus tard d'opter pour la peinture. Couty admire l'œuvre de Gustave Courbet. L'année d'après, il est admis à l'école régionale d'architecture de Lyon et suit en parallèle les cours de la classe supérieure d'architecture des beaux-arts de Paris. C'est en vacances dans la Creuse qu'il dessine et peint ses premières compositions. En 1928, il réalise ses premiers dessins d'églises romanes. Il va également souvent dessiner à la gare d'eau de Vaise. L'année d'après, il obtient un sursis pour le service militaire.

### Peinture
Après une visite à l'Hôpital du Vinatier en 1931, Couty peint La Parabole des fous , puis il peint à Rive-de-Gier, les Hauts-Fourneaux. Il aborde par la suite divers thèmes : les grandes compositions, paysages sous la neige, peinture avec des personnages, peintures sur les courtisanes.
L'année 1933 est marquée par son obtention du diplôme d'architecte DPLG. Il est nommé sociétaire au Salon du Sud-Est où il expose Sans travail. Le tableau est remarqué par deux critiques d'art, Georges Besson et Marius Mermillon dont Couty va faire la connaissance. Création du groupe Les Nouveaux (Pelloux, Chartres, Vieilly, Chancrin, Aynard, Besset et Carlotti). En 1935, Jean Couty se joint au groupe Les Nouveaux. Par l'intermédiaire de Georges Besson, il expose une toile à la galerie Braun à Paris. Son tableau La Mère, achevé en 1936, est exposé à Paris au Salon des Indépendants est remarqué par André Lhote. Couty exposera régulièrement aux Indépendants ainsi qu'au Salon d'Automne.
Formation à Lyon en 1936 du groupe Témoignage par Marcel Michaud (qui crée en 1938 la galerie Folklore), avec notamment les peintres Jean Bertholle, Jean Le Moal et René-Maria Burlet (qui ouvre en 1942 l'Académie du Minotaure), les sculpteurs Étienne-Martin et François Stahly. Albert Gleizes crée en 1938 le centre artistique de Moly-Sabata.
En 1937, Couty reçoit le Grand Prix du Groupe Paris-Lyon. L’État achète la toile Bords de Saône aujourd'hui propriété du musée Denon de Chalon-sur-Saône. Il expose plusieurs toiles à la Galerie Worms. L'année suivante, il voyage en Bretagne et effectue des recherches sur la nature morte.
En 1939, il est mobilisé dans l'infanterie à Lyon à la caserne du « Fort-Lamothe ». Par la suite, il peint des portraits à l'Hospice de la Rochette ainsi que chez les pères capucins et franciscains. Couty se lie avec les écrivains Claude Aveline et Louis Martin-Chauffier et fait la connaissance de Katia Granoff qui deviendra son marchand à Paris. Il fait le premier dessin de la résistance dans Temps présent. Ensuite, il va peindre en Haute-Loire.
C'est en 1943 que Jean Couty fait de nombreuses études sur les portraits à la suite de son séjour chez les frères des Écoles chrétiennes de Lyon. Il illustre les poèmes de Paul Claudel, Louis Gillet et Stanislas Fumet dans l'ouvrage Saint-François, chez nous.
En 1944, il réalise une série de dessins sur le thème de la déportation. L'année 1945 est décisive : Katia Granoff présente la première exposition de Jean Couty à Paris, avec une préface de Claude Aveline. Il sera montré par la galerie jusqu'en 1997. Il expose plusieurs toiles dont Le Bénédicité remarquée par Picasso et aujourd'hui propriété du Musée des Hospices civils de Lyon. Jean Couty exposera régulièrement dans la galerie pendant plus de quarante ans. L’État achète la toile Portrait d'un théologien.
En 1946, Jean Couty travaille à l'Hospice de la Rochette et, pour ses natures mortes, travaille le thème du pain et du vin. Il participe à une exposition collective d'art contemporain au musée du Luxembourg. L'année suivante, il peint des portraits d'enfants dans les orphelinats. Il participe aussi à l'exposition d'art français à Ottawa au National Gallery of Canada.
En 1948, l'État achète Les deux vieilles (ou Les femmes au bol), exposé à la galerie Granoff. Couty offre une toile à l'Institut français d'Athènes où il participe à une exposition aux côtés des grands peintres de l'École de Paris (Picasso, Matisse, Braque, Marquet…). Il participe à une exposition d'art sacré en Amérique du Sud. Une peinture est vendue aux enchères au profit des œuvres soutenues par l'UNESCO. C'est en 1949 que Jean Couty visite des églises romanes en Haute-Loire. En même temps que Bernard Buffet, Simone Dat et André Minaux, il rejoint alors le groupe L'Homme témoin créé par Bernard Lorjou et Yvonne Mottet et expose à la Galerie Claude à Paris.
Il reçoit en 1950 avec Jean Le Moal le grand Prix de la Critique de Paris un an après Bernard Buffet et Lorjou. L'État achète plusieurs de ses toiles, La Femme à la chaise, Le Repas et L'Ouvrier emboutisseur. Une grande toile intitulée La Mort est acquise par Jean Cassou, pour le musée d'art moderne de la ville de Paris. La presse est abondante et élogieuse.
Il est invité en 1951 au Salon des peintres témoins de leur temps, au musée Galliera à Paris. Il présente aussi la toile Le Baptême à la galerie Saint-Placide lors de l'exposition du Prix de la Critique. Il participe à l'exposition France-Italie à Turin. Lors d'un voyage en Italie en 1952, il est bouleversé par Masaccio et Piero della Francesca. Il expose à la Biennale de Gênes et participe à une exposition collective à Belgrade et en Belgique. Lors d'un voyage en Hollande l'année suivante, il est bouleversé par la Bethsabée de Rembrandt. De retour, il peint une série de vues du port d'Amsterdam. Il est nommé pour le Prix de la Triennale de Menton. Il participe à l'exposition d'art contemporain à Ljubljana. L'État achète la toile Nature morte à la nappe turque et la toile Le Chandelier.
En 1954, il expose au Salon des peintres témoins de leur temps à Paris. Il produit une série de dessins sur les banlieues industrielles. C'est en 1955 qu'il séjourne en Auvergne où il peint de nombreuses églises romanes mais aussi des volcans. Il va également peindre dans le Brionnais. Il participe au Salon de mai. L'État achète une toile Nature morte aux pommes.
L'année 1956 est marqué par le décès de son père dont il avait fait plusieurs portraits. Il peint Le Massacre des juifs du ghetto de Varsovie. La toile sera vendue aux enchères à l'hôtel Drouot en 1967 au profit du peuple d'Israël. L'État achète la toile Le Pressurage à Juliénas. Il réalise la première exposition à la galerie Malaval à Lyon en 1957. Il réalise également un voyage en Provence. L'État achète la toile La Tarte.
En 1958, Jean Couty est nommé chevalier des Arts et des Lettres. L'année qui suit, il est le premier peintre qui illustre Le billet de la Loterie nationale. Il commence une série consacrée aux églises romanes qu'il exposera à la Galerie Katia Granoff. Un ouvrage sur ce thème paraîtra sous la plume de Lydia Harambourg, historienne et critique d'art pour la Gazette Drouot, chez Ides & Calendes, à Neuchâtel, en 1998. Mourlot, à Paris édite une lithographie Les Gardes Suisses.
Il est invité en 1960, à la galerie Charpentier à Paris pour une exposition de l'École de Paris. Il est nommé chevalier de la légion d'honneur et participe au salon des peintres témoin de leur temps. L'État achète La Cathédrale du Puy, toile qui se trouve aujourd'hui au musée de Cambrai. Mourlot à Paris édite une lithographie en 1961 représentant l'église romane de Semur-en-Brionnais. Il expose aussi à la Galerie Katia Granoff.
Par la suite, Jean Couty illustre pour le livre un texte de Jean Giono, intitulé Routes et chemins, paru aux éditions des Peintres témoins de leur temps. L'État achète la toile représentant l'abbaye de Moissac. C'est en 1963 qu'il entreprend un voyage en Espagne, via la Corrèze. Mourlot édite à Paris, une lithographie intitulée Le Chandelier. Il illustre pour le livre L'Événement, un texte de André Flament, édité par les Peintres témoins de leur temps. L'année suivante, il visite la Bretagne, le Poitou et la Charente. Il se rend aussi en Allemagne. Les Nations unies éditent deux cartes postales pour Noël (Église de St Saturnin et Église d'Elne). L'État achète L'Église de Saintes exposée chez Granoff, et qui se trouve aujourd'hui au musée des Beaux-Arts de La Rochelle.
En 1965, il expose à la galerie Baukunst à Cologne. Il participe à l'exposition 35 peintres au musée de l'Athénée à Genève. Il voyage dans le sud de l'Italie. La ville de Paris, acquiert au salon des Peintres Témoins de leur Temps, la toile intitulée Le Pain et le Vin. Mourlot édite à Paris une lithographie intitulée Collonges la Rouge. Il voyage également en Italie (Venise, Sicile).
L'année 1966 est marquée par le décès de sa mère (un de ses portraits peint en 1939 est exposé au musée des Beaux-Arts de Lyon). Il rencontre et épouse Simone Drevon. Une exposition est réalisée à la galerie Verrière à Lyon. Il séjourne à Venise. L'UNICEF édite des cartes postales de Noël au profit de l'enfance défavorisée. Daragnès édite un dessin lithographié intitulé La Solitude. L'État achète la toile La Saône.
En 1967, Jean Couty voyage en Espagne (Andalousie). Le couple donne naissance à un fils unique qu'il prénomme Charles-Olivier. Couty est médaillé par la ville de Montrouge. Il reçoit le grand Prix de l'Académie de Mâcon. L'année qui suit, il expose à la galerie Verrière à Lyon et à la galerie Granoff à Paris. Il voyage en Espagne.
C'est en 1970 que Jean Couty est fait officier des Arts et des Lettres. Il expose alors à la galerie Verrière à Paris et voyage au Maroc. Il réalise aussi un nouveau séjour en Italie. En 1971, la Maison de la Culture de Bourges présente une rétrospective (catalogue, préface de Jean Goldman). L'année d'après, il voyage en Sicile et en Italie où il réalise de nombreux croquis.
Puis, en 1973, il expose à la galerie Verrière à Paris. Il s'intéresse aux chantiers du métro de Lyon et inscrit ses pas dans ceux de l'histoire sainte, visitant Israël. Plusieurs toiles sont consacrées à Jérusalem. De nouveau, Jean Couty voyage en Sicile puis en Turquie en 1974.
En 1975, il expose à la Galerie Drouant à Paris. Il réalise ensuite un long voyage en URSS. Couty est lauréat du Grand Prix des Peintres Témoins de leur Temps avec la toile Le Chantier du Métro. Une exposition est réalisée à la Galerie Katia Granoff.
C'est en 1976 que Jean Couty voyage en Égypte. Il se brûle accidentellement la main et ne pourra pas peindre pendant plus d'un an. L'année suivante, l'Espace Lyonnais d'Art Contemporain (ELAC), créé par les critiques d'art lyonnais, organise une rétrospective intitulée Le Peintre et le format. Couty y est présenté par Jean-Louis Maubant, avec Hantaï et Fougeron. Il voyage en Grèce et en Crète puis, en 1978, en Côte d'Ivoire où il produit de nombreux dessins.
Le Musée d'art moderne de la ville de Paris présente en 1979 41 toiles de Jean Couty du 4 octobre au 11 novembre. Le catalogue est préfacé par Pierre Mazars et comporte un texte de René Deroudille. Il reçoit la médaille d'honneur de la société d'encouragement au progrès. Une rétrospective à la Maison pour Tous à Annemasse est organisée en 1980. Il voyage ensuite à Ceylan (Sri Lanka). Il fait un don de la toile Construction de l'auditorium au Musée d'art moderne de la ville de Paris.
En 1981, il expose à la galerie des Granges à Genève puis au château de Simiane à Valréas. L'année 1982, il participe à l'exposition collective Cent ans d'achats de la ville de Lyon à l'Elac. Il voyage aux États-Unis et au Canada. Plusieurs grandes toiles sont consacrées à New York, la nuit.
Jean Couty est élu le  1er juin 1982 à l'Académie des sciences, belles-lettres et arts de Lyon. Un dessin de Couty représentant Le Palais Saint-Jean (siège de l'Académie) sert désormais de motif aux documents de la dite assemblée. Il expose aussi à la Galerie Katia Granoff.
En 1984, il expose à la mairie de la Croix-Rousse. Il dessine la couverture de l'hebdomadaire diocésain L'Essor du Rhône (no 1956 du 20 avril). Le peintre choisit le thème de Pâques. Il représente Jésus triomphant au-dessus d'un paysage urbain. C'est en 1986 qu'il expose à la galerie Granoff à Paris, et à la mairie de la Côte-Saint-André. Il voyage ensuite en Espagne.
En 1987, Gilbert Carrère, préfet de la Région Rhône-Alpes (et actuel président de l'association des Amis de Jean Couty) remet à Jean Couty, la médaille de commandeur des Arts et des Lettres. Une exposition rétrospective est accueillie à la Malmaison (Champagne-au-Mont-d'Or), par la Fondation Léa et Napoléon Bullukian, rappelant les liens amicaux que l'artiste et le mécène ont toujours entretenus. L'année 1988 est marquée par des voyages en Hongrie et en Tchécoslovaquie.
Il expose en 1989 à la galerie Katia Granoff sur le thèmes Les Cathédrales. Il est l'invité d'honneur du musée de la Grotte à Lourdes où lui est décerné le Prix du Peintre de la Lumière et de la Spiritualité. Il participe à l'exposition collective au Japon dans les villes de Tokyo, Osaka, Hiroshima et Fukuoka. Il édite une lithographie Le Beaujolais nouveau. Il voyage aussi en Belgique.
L'année suivante, il offre à Jacques Oudot, adjoint à la Culture de la ville de Lyon et vice-président de la Région Rhône-Alpes, chargé de la Culture, Le Résistant pour le musée de la Résistance et de la Déportation de Lyon. Il expose alors à la Fondation Vasarely à Aix-en-Provence. Une rétrospective de ses œuvres est organisée à l'Auditorium Maurice Ravel, du 19 décembre 1990 au 10 février 1991. Couty réunit dans un ouvrage monographique les textes de ses amis écrivains et critiques d'art. La réalisation est confiée à Georges Daru et Alain Vavrot. Une édition d'une lithographie nommée Rochers est faite au soleil jaune. Couty reçoit pour la deuxième fois le Prix du Groupe Paris-Lyon. En 1991, il participe à la biennale internationale d'art sacré de Lourdes. 
Le 14 mai 1991 il meurt, trois mois après avoir eu, de son propre aveu, la grande joie de la rétrospective évoquée ci-dessus et titrée : Soixante années de créations, que venait de lui consacrer François Montmaneix à l'Auditorium, en hommage officiel de la ville de Lyon.

## Postérité
L'année 1992 est organisée une grande rétrospective sous forme d'hommage à celui qui avait été lauréat de la Biennale de Menton en 1955 au musée des Beaux-Arts – Palais Carnolès – à Menton. Le Salon du Sud-Est dont Couty était sociétaire présente un « hommage ». En 1996, l'exposition Bâtisseurs de lumière au domaine de Lacroix-Laval, est inaugurée par Michel Mercier, président du Conseil général du Rhône et par Mgr Jean Balland, évêque de Lyon. Elle fait une large part au peintre. La couverture du catalogue et l'affiche proposent Le Huit décembre à Lyon. Le commissaire d'exposition présente une reconstitution d'une toile, La Chasuble et le pain, sur le site, avec les objets qui ont servi pour la composition. La mairie de Villeurbanne présente une exposition Couty dans son hall, inaugurée par Gilbert Chabroux.
L'année suivante, Raymond Barre inaugure l'école maternelle Jean-Couty à Lyon. Il participe à l'hommage consacré à René Deroudille au musée des Beaux-Arts de Lyon. Il est invité d'honneur du salon de Bourg-de-Péage et une exposition est effectuée à la galerie Larock-Granoff à Paris.
C'est en 1999 que Gérard Collomb inaugure l'espace Jean-Couty à Gorge de Loup, Lyon 9e (Vaise). Puis, en 2000, Gilbert Carrère, ancien préfet de Rhône-Alpes, se réunit autour de Simone et Charles-Olivier Couty, pour créer l'association Les Amis de Jean Couty.
En 2001, une nouvelle exposition est organisée. Celle-ci se déroule à Châteauneuf-de-Galaure (Drôme), lieu que le peintre affectionne particulièrement car il lui rappelle l'omniprésence de Marthe Robin, la célèbre stigmatisée. L'année qui suit, le  musée Paul-Dini accueille une grande exposition consacrée aux Portraits. La maison du Grand Lyon à Paris accueille en 2003 une exposition consacrée aux Villes du monde (du 18 novembre au 19 décembre). L'inauguration a lieu en présence de Gérard Collomb, maire de Lyon. Un catalogue est édité. Le musée des Beaux-Arts de Lyon consacre à Couty une exposition dossier de sa propre collection.
En 2005, la présentation des peintres contemporains de la collection Bullukian est organisée à l'espace culturel Léa et Napoléon Bulukian, place Bellecour à Lyon. Une toile, Les Afghans, est présentée dans l'exposition Présence de l'humain dans la peinture contemporaine à Lyon (Maison Ravier à Morestel). 
Couty est présent en 2006 dans l'exposition Voici des fleurs à Mornant (Rhône) et dans l'exposition Couty inédit au Château de Vogüé (Ardèche). Outre les thèmes choisis par Albert Cardinal et les membres du bureau de l'Association Vivante Ardèche, (comme Les Grands chantiers, Les Églises romanes ou encore Couty, humaniste, l'hommage à Courbet), des toiles de la collection Couty de la Fondation Léa et Napoléon Bullukian (qui comporte dix-neuf œuvres), sont présentées pour la première fois. L'intégralité est reproduite dans l'ouvrage et sera exposée en décembre 2006 à l'Espace culturel Bullukian. En juin, une toile, Le repos (1934) est offerte par la famille Couty au musée Paul-Dini, par l'intermédiaire de Jean-Jacques Pignard, maire de la commune de Villefranche-sur-Saône.
En juin 2007 sort le livre Couty 100 ans, aux éditions la Taillanderie. De juin à septembre a lieu une rétrospective Couty au Dôme de l'Hôtel-Dieu pour les 100 ans du peintre et de septembre à décembre, une exposition au Musée des Beaux-Arts de Lyon. En décembre est éditée par la Poste des enveloppes prétimbrées avec des vues de Lyon de Couty.
En 2008, une nouvelle exposition est réalisée à la Galerie Larock-Granoff à Paris. Deux ans plus tard, c'est le Musée d'Arts religieux de Fourvière qui rend hommage à Jean Couty. Des expositions ont aussi lieu au musée Palué de Tain-l'Hermitage ou au musée de la Chaussure à Romans.
Le 20e anniversaire de la mort de Jean Couty est fêté en 2011 par l'inauguration du jardin aquatique Jean-Couty à Lyon et un hommage à l'hôtel de ville de Lyon pour la présentation en avant-première du livre Jean Couty aux éditions Cercle d'art. L'année suivante, en mars 2012, une exposition lui rend hommage à Vourles et est édité à cette occasion un catalogue de 70 pages. En juillet a lieu une rétrospective Jean Couty à Sanary-sur-Mer dans le Var.
En 2013, à l'occasion des 150 ans de LCL, une exposition sur Jean Couty est organisée à Lyon, du 19 avril au 13 septembre 2013, 18 rue de la République. Une autre exposition est organisée au musée des tissus et des Beaux-Arts de Bourgoin-Jallieu du 17 décembre 2014 au 1er mars 2015.
Le 17 mars 2017 est inauguré à Lyon, près de l'île Barbe, où se situe l'atelier du peintre, un musée consacré à Jean Couty , à l'initiative de son fils unique Charles Couty et de son épouse Simone. Le musée jouxte les locaux de Tonic Radio dirigé par Charles Couty et Laurent Chabbat.

## Récompenses et distinctions

### Décorations
- 1958 :  Chevalier de l'ordre des Arts et des Lettres.
- 1960 :  Chevalier de la Légion d'honneur.
- 1970 :  Officier de l'ordre des Arts et des Lettres.
- 1979 :  Médaille d'or et de vermeil de la société d'encouragement au progrès.
- 1983 : Élu à l'Académie des Sciences, Belles Lettres et Arts de Lyon.
- 1987 :  Commandeur de l'ordre des Arts et des Lettres[6].

### Principaux prix
- 1925 : Premier Prix d'archéologie sous la direction d'Henri Focillon.
- 1937 : Premier Prix du groupe Paris-Lyon décerné par les Lyonnais de Paris.
- 1950 : Grand Prix de la critique de Paris à la galerie Saint-Placide.
- 1953 : second Grand Prix de la triennale internationale de Menton.
- 1955 : second Grand Prix de la biennale internationale de Menton.
- 1966 : premier lauréat du Salon du Doyenné de Saint-Émilion.
- 1967 : médaille d'argent de la ville de Montrouge.
- 1967 : Grand Prix de l'Académie de Mâcon.
- 1975 : Grand Prix des Peintres témoins de leur temps.
- 1979 : médaille d'honneur de la Société d'encouragement du Progrès.
- 1989 : Prix du Peintre de la lumière et de la spiritualité.
- 1990 : Prix du groupe Paris-Lyon.

### Hommages
- 1997 : Inauguration par Raymond Barre du groupe scolaire Jean-Couty
- 1998 : Inauguration par Gérard Collomb de l'espace Jean-Couty
- 2011 : Inauguration du jardin aquatique Jean-Couty à Lyon (quartier de la Confluence)

## Muséographie

### Jean Couty dans les musées de France (liste non exhaustive)
- Musée d'Art moderne de la Ville de Paris
- Musée des Beaux-Arts de Lyon
- Centre d'histoire de la résistance et de la déportation de Lyon
- Musée Paul-Dini de Villefranche-sur-Saône
- Musée de Marseille[Lequel ?]
- Musée de Cambrai
- Musée de Poitiers[Lequel ?]
- Musée de La Rochelle
- Musée de Saint-Étienne
- Musée de Grenoble
- Musée de Menton

### Ouvrages monographiques
- Pierre Mazars, Jean Couty, Genève, éd. Pierre Cailler, 1969.
- Alain Vavro, Jean Couty, Villeurbanne, Georges Daru et Alain Vavro, imprimerie Gachet, 1990
- Alain Vollerin, Jean Couty, un peintre témoin de son temps, Lyon, Mémoires des arts, 1997
- Lydia Harambourg, Jean Couty (les églises romanes), Neuchatel, Ides & Calendes, 1998
- Couty inédit, éd. La Taillanderie, 2006
- Couty 100 ans, éd. La Taillanderie, 2007
- Lydia Harambourg, Couty (collection découvrons l'art), éditions Cercle d'Art, 2011

Ouvrages généraux de référence
- Lydia Harambourg, L'école de Paris 1945-1965, Neuchâtel, Ides & Calendes, 1993
- Bénézit, dictionnaire international des peintres, Paris, éd. Gründ, 1999
- Bernard Gouttenoire, Dictionnaire des peintres et sculpteurs à Lyon, aux XIXe et XXe siècles, Lyon, éd. La Taillanderie, 2000
- Who's Who in international Art, les grands et nouveaux noms du monde artistique d'aujourd'hui, Suisse, éd. Art Développement ADT, 2005
- Gérald Schurr, Le Guidargus de la peinture, Paris, L'Amateur / Guide Mayer, Paris, Bibliothèque des Arts, 2006
- Akoun, la Cote des Peintres, Drouot cotations, 2007
- Guide Akoun, la cote des peintres, Paris, Thalia, 2010

### Ouvrages illustrés
- Jean Lacassagne, L'art en prison, illustrations Jean Couty, Les Albums du Crocodile, 1939
- Collectif, Résonances, Couty illustre la couverture du numéro 54 de la revue, avril 1957
- Jean Giono, Routes et chemins, illustrations Jean Couty, éd. Peintres témoins de leur temps, 1962
- André Flament, L'événement, illustrations de Jean Couty, éd. Peintres témoins de leur temps, 1963
- Brun de la Valette, Lyon et ses rues, avec 15 dessins de Jean Couty, éd. du Fleuve, 1969
- Jacques de Lacretelle, La route du vin (Bourgogne), illustrations de Jean Couty, éd. Les Heures claires, 1970

### Catalogues d'expositions
- Pierre Mazars, Jean Couty, Paris galerie Katia Granoff, 13 oct-7 novembre 1966
- René Deroudille, Couty 1931-1971, Maison de la culture, Bourges, 10 juill-30 septembre 1971
- René Deroudille, Couty, les chantiers de ce temps, Paris Musée d'Art moderne, 4 oct-11 novembre 1979
- René Deroudille, Couty, 60 années de création (1930-1990), Lyon, Artrium, 19 déc 1990-10 février 1991
- Collectif, Rétrospective Couty 1930-1991, Menton, Palais Carnoles, 2 juill-5 octobre 1992
- Collectif, Hommage à Couty, Villeurbanne, Hôtel de ville, 22 mars-26 avril / Gouttenoire Bernard, Bâtisseurs de Lumière, Lacroix-Laval, 12 sept-17 novembre 1996
- Un combat pour l'art moderne, hommage à Deroudille, musée de Lyon, 29 mai-17 août 1997
- 72e Salon du Sud-Est, hommage à Couty, Palais des Expositions, 20 nov-12 décembre 1999
- Peintres et sculpteurs lyonnais, Château de Vogüé, 1er juill-1er novembre 2000
- Le choix d'un collectionneur, Villefranche, musée Paul-Dini, 10 juin-7 octobre Couty, Chateauneuf-de-Gallaure (Drôme), 8 juin-15 juillet 2001
- Jean Couty, portraits, Villefranche-sur-Saône, musée Paul-Dini, 7 avril-30 juin 2002
- Collectif, Les Villes du monde, Maison du Grand Lyon, Paris, 18 nov-19 décembre 2003
- Collectif, Couty inédit, Château de Vogüé, 1er juillet-1er novembre 2006
- Jean Couty, exposition Galerie Larock Granoff - Paris 2008

## Sources et références
- Maryannick Lavigne-Louis et Dominique Saint-Pierre (dir.), « Couty, Jean (1907-1991) », dans Dictionnaire historique des Académiciens de Lyon : 1700-2016, éd. ASBLA de Lyon, mars 2017, 1369 p. (ISBN 978-2-9559-4330-4, présentation en ligne), p. 382-383  : document utilisé comme source pour la rédaction de cet article.